# Čičava
Čičava és un poble i municipi d'Eslovàquia. Es troba a la regió de Prešov, al nord del país.

## Història
La primera referència escrita de la vila data del 1270.

## Demografia
| Godina             | 1994 | 2004    | 2014    | 2024    |
| ------------------ | ---- | ------- | ------- | ------- |
| Nombre de persones | 719  | 979     | 1238    | 1379    |
| Diferència         |      | +36,16% | +26,45% | +11,38% |

| Godina             | 2023 | 2024   |
| ------------------ | ---- | ------ |
| Nombre de persones | 1347 | 1379   |
| Diferència         |      | +2,37% |